# Streaker

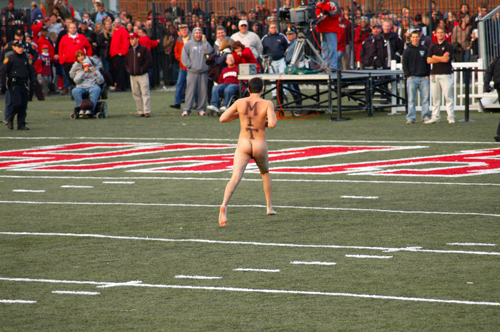
Un streaker lors d'une partie de football américain.

Un streaker (au Québec, parfois nu-vite, voire nuvite) est un exhibitionniste apparaissant nu en public, généralement lors d'un événement sportif. Ce phénomène de société est apparu dans la seconde moitié du XXe siècle, d'abord dans le monde anglo-saxon.

## Concept
Un streaker est un personnage nu apparaissant en général devant un public, à une conférence, ou tout autre évènement où l'attention d'un grand nombre de personnes sera concentrée en un point précis. En général, le streaker, homme ou femme, sera intégralement nu, et son apparition sera brève (par exemple, il courra devant la scène). Parfois, le streaker essaiera de mettre en évidence une pancarte sur laquelle seront inscrites ses revendications.

## Historique
Le premier incident enregistré de streaking est le fait d'un étudiant aux États-Unis en 1804, au Washington College (aujourd'hui université Washington et Lee). Le jeune étudiant George William Crump (en) est arrêté pour avoir couru nu dans Lexington (Virginie), où l'université est située. George W. Crump est alors suspendu pour la session académique. Il deviendra plus tard membre du Congrès américain.
Quand et où le streaking estudiantin s'est réellement développé est mal connu mais le phénomène semble avoir été bien établi sur les campus des colleges (universités aux États-Unis) dans le milieu des années 1960.

## Au cinéma
Dans le premier sketch de Réussir sa vie (2012), La Course nue, le personnage principal est invité à faire du streaking pour son opérateur téléphonique afin de payer sa facture de téléphone. Benoît Forgeard, le réalisateur du film, explique au magazine So Foot son intérêt pour le streaking : « Le streaker (ou la streakeuse) est la figure même du marginal. Ayant fait vœu de pauvreté, il vient rappeler aux nantis du football le bonheur de ne rien posséder. »
Le film suisse Flitzer (2017) raconte l'histoire d'une bande organisée de streakers dont chaque apparition permet d'augmenter les revenus de paris clandestins.